# Alezz Andro
Alezz Andro, nombre artístico de Luciano Bueno Trujillo, es un artista drag king y multimedia de Perú. Se le considera la primera persona que practica esta variante del arte drag en Perú.

## Biografía
Bueno Trujillo es una persona no binaria transmasculina que nació en 1993, y estudia Diseño Gráfico en la Pontificia Universidad Católica del Perú (PUCP), institución educativa en donde también es parte del Centro de Música y Danza de la Universidad Católica. Obtuvo una beca para estudiar Artes Escénicas en Estados Unidos.
Su personaje nació en octubre de 2017, mientras realizaba un curso de maquillaje. Debutó en la escena drag limeña en 2018 como AlezzAndro Bezerra ‘El Matador’, personaje que encarna a un latin lover, en el reality transmitido por YouTube The queen factor, donde llegó a la final. Sus performances son interdisciplinarias y con interés en problematizar temas de géneroy político. Fue una persona pionera, ya que hasta su debut no se conocían más artistas drag kings que actúen en escenarios peruanos. Tomó referencias y fuente de inspiración de algunas participantes de la franquicia Drag Race, como April Carrión, Manila Luzon o Sasha Velour, a quien teloneó cuando se presentó en Lima. Por otra parte, sus referencias del mundo drag king son Landon Cider, Tenderoni, Adam All, Chio Gomez y Benjamin Butch.
En abril de 2019 sufrió un ataque LGBTfóbico en un autobús público en el distrito de Miraflores. Ese mismo mes, gracias a su amistad con el cantante y activista LGBTI+ Eme, viajó a Santiago de Chile para conocer al grupo drag king Showking Colectivo. A partir de este viaje, conoció la escena ball y el voguing. Dentro de esta escena, es Príncipe de la Kiki House of Brava y parte del comité Ballroom Perú.
En junio de 2019, con motivo del día del Orgullo LGBT, participó en el videoclip «Ser el grito» de Eme, junto a otras personalidades como la activista trans Gahela Cari o la poeta trans Michelle B. García.
En octubre de 2019 teloneó a la artista de la temporada 9 de RuPaul's Drag Race Trinity Taylor en la discoteca Cocos del distrito de Lince.

## Filmografía
- Arde Lima (2024)